# Regime (saggio)
Regime è un libro scritto dagli autori Marco Travaglio e Peter Gomez.
Il testo racconta delle censure ai danni di esponenti di spicco del giornalismo, e dello spettacolo italiano, come Indro Montanelli, Enzo Biagi, Massimo Fini, Daniele Luttazzi da parte dell'allora presidente del consiglio Silvio Berlusconi (al suo secondo mandato di governo).
La postfazione è ad opera di Beppe Grillo.

## Edizioni
- Peter Gomez, Marco Travaglio, Regime, collana Futuropassato, BUR Biblioteca Universale Rizzoli, 2006,  p. 409, ISBN 88-17-00246-1.